# 同斜层

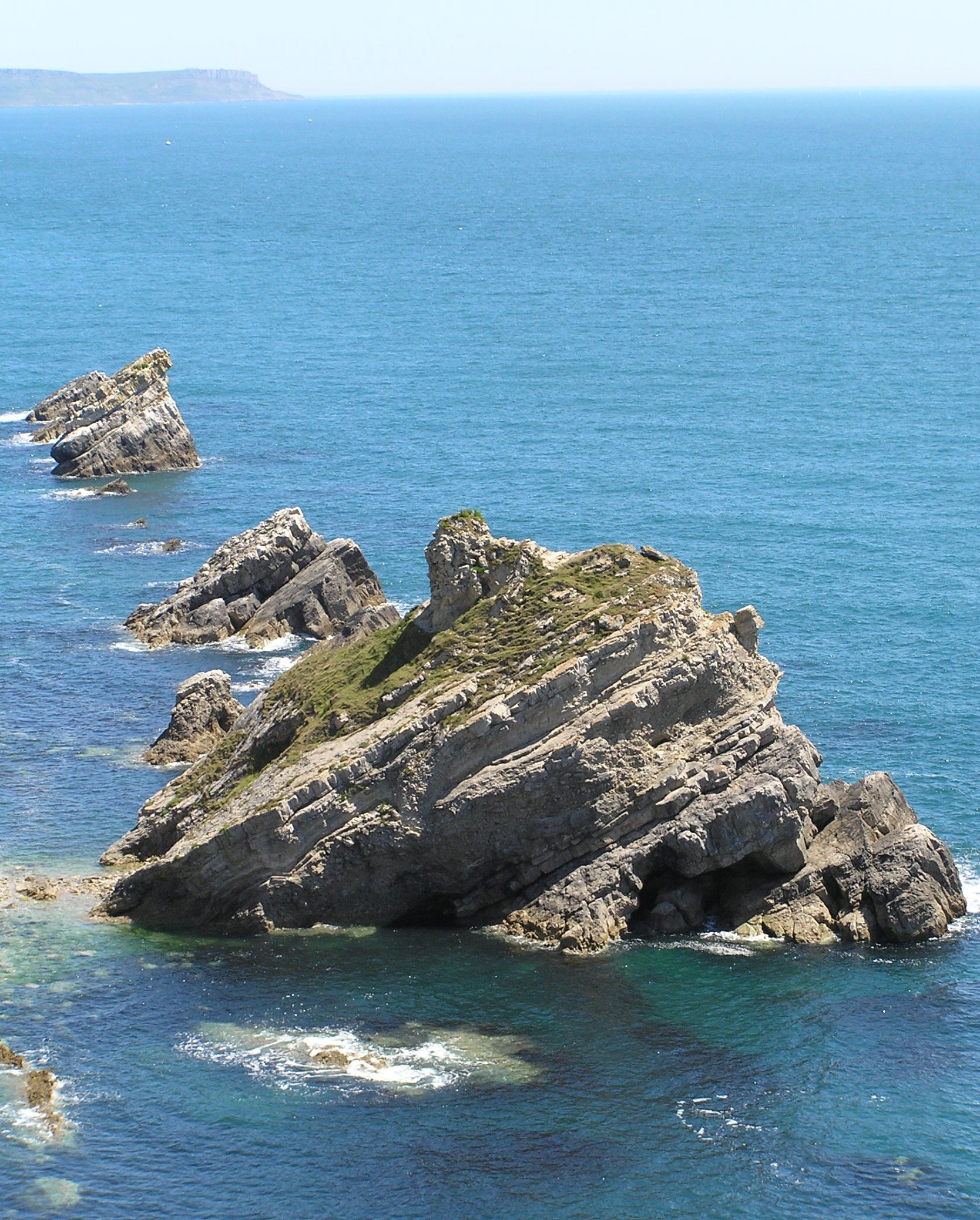
同斜层 地點：Lulworth Cove, England

同斜层構造圖

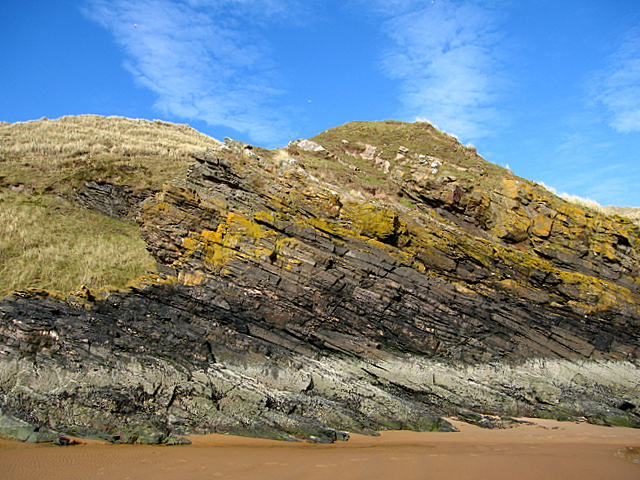
同斜层 地點Aberdeenshire，Scotland

同斜层（英語：Homocline）是一種地質結構，指一系列岩層，無論是沉積岩還是火成岩，都沿單一方向均勻傾斜。具有相同的傾角方向和角度 .同斜层可以是褶皺構造的一個褶皺翼、圓頂構造的邊緣、在沿海平原下的向大海傾斜的地層、逆衝斷層的斷塊或傾斜斷層的斷塊。若地層由不同硬度和抗侵蝕性的交替岩層組成時，被侵蝕后會產生 單面山、同向山脊或豬背嶺  。在地形圖上，同斜层可由幾乎平行的等高線認出，而些等高線在同一方向上具有相同高度變化。在地下，它們為特徵是具有平行的構造線 。
Unicline 和 Uniclinal是兩個混淆的地質名詞，目前已不被采 .
若一系列沉積岩或火成岩地層，具有不同抵抗侵蝕的交替地層，它們的同斜层會形成獨特的地貌，例如，根據傾角不同 地形可漸變從單面山到同斜山脊到豬背脊。抵抗侵蝕力較小的地層優先被侵蝕，形成山谷。抵抗侵蝕力較大的地層則形成的山脊。抗抵抗侵蝕能力差異越大，谷與脊之間的起伏越明顯  。